# 军团病
军团病（英語：Legionellosis），又名退伍軍人症，是由嗜肺军团菌引发的非典型肺炎。其症状包括咳嗽、呼吸困难、发热、肌肉疼痛、头痛。有时亦会发生恶心、呕吐、腹泻，嚴重甚至會導致死亡。军团病的症状通常在暴露后两到十天产生。
军团菌自然存在于淡水中。该菌可污染热水器、浴缸及大型空调的冷却塔。军团病通常通过吸入带有细菌的水雾传播。本病亦可通过吸入受污染水体引发。军团病一般不直接通过人际传播，大多数人在暴露后没有被感染。感染本病的危险因子包括年老、有吸烟史、慢性肺病、免疫功能弱。严重肺炎患者和近期出行的肺炎患者应检查本病。本病通过尿抗原检测和痰培养诊断。
本病目前尚无疫苗。本病须通过加强对供水系统的维护来预防。军团病乃通过抗生素治疗。推荐用药包括喹诺酮类、阿奇霉素及多西环素等。本病往往需要住院治疗。本病感染者死亡率约10%。
本病在全世界的发病情况尚不清楚。目前估计院外感染肺炎中2~9%病例由军团病导致。在美国预计一年有8,000到18,000例需住院治疗。爆发疫情仅佔全部病例的一小部分。本病全年均可发生，于夏秋两季较为常见。本病因在1976年美国费城退伍军人大会上首次检出而得名。

## 起源
军团病最早于1976年在美国宾夕法尼亚州费城的Bellevue-Stratford酒店举行的美国退伍军人协会第58届年会上被发现。这次年会共有约4400名成员参与。
在1976年7月22日至8月3日期间，会议的149名参与者出现了一种不明疾病，其症状包括发热、咳嗽和肺炎。此外，与会议无关但在酒店内或附近的其他人中发现了72例病例。总共有221人受到感染，其中34人死于肺炎或其并发症。
1976年8月2日，提交给宾夕法尼亚州卫生部的报告清楚地指出，与年会有关的人群中出现了流行病。这标志着有史以来规模最大、最复杂的疫情调查之一的开始。
1977年1月，病原体被发现。来自疾病预防控制中心的查尔斯-C-谢帕德（Charles C. Shepard）从死于该病的退伍军人中分离出了一种先前未知的致病细菌，并确定其为病原体。
研究表明，军团病并非罕见，而是一种相对普遍的疾病，不仅在费城爆发前后，世界各地也曾多次发生过，甚至出现零星个别病例。根据最初暴发期间对这种疾病的观察和分析，该疾病的传播不是通过人与人之间，而是通过空气传播，可能源自酒店内的污染源。
由嗜肺军团菌引起的军团病的潜伏期为2至10天不等。这种疾病在老年人中更为常见，且男性更容易受影响。
导致退伍军人症的细菌，嗜肺军团菌，是一种对生长条件要求极为严格的杆状菌。除非培养基中含有足够高浓度的氨基酸半胱氨酸和铁，否则它将无法生长。但是这种条件很不寻常，因为许多细菌要么需要半胱氨酸，要么需要铁，但很少两者都需要。该细菌的独特之处还在于通常对细菌可行的染色技术无法对嗜肺军团菌进行染色。
自1976年首次爆发军团病以来，全球多次爆发了这种疾病。由于退伍军人症能够通过建筑物的供水系统传播，因此仍然是一个严重的公共卫生问题。

## 症状
军团菌暴露与症状出现的时间间隔约为两到十天，极少数情况下可长达二十天。一般人群中有0.1~5%在暴露于军团菌后感染本病，院内人群中该比例为0.4~14%。
军团病患者通常会发热、畏寒、咳嗽，咳嗽可为干咳或有痰。几乎所有患者会发热，约一半有痰，三成咯血或有血痰。一些患者出现肌肉痛、头痛、疲倦、厌食、共济失调、胸痛、腹泻、呕吐等症状。约一半患者有胃肠道症状，近一半有神经系统症状，神经系统症状包括意识模糊、认知功能障碍等。患者有时心动相对过缓，即在发热时心率低.
化验可显示肾功能、肝功能、电解质水平异常，有时会出现低血钠。X线胸片通常显示双肺肺底积液。军团病与其他型肺炎很难仅以症状或影像学表现区分；确诊还需其他实验。
庞蒂亚克热患者通常出现发热、肌肉疼痛，无肺炎。庞蒂亚克热患者通常在两到五天后无需治疗即恢复。庞蒂亚克热潜伏期一般在若干小时到两天之内。

## 病源与杀菌

### 病源
饮用和使用水中的病菌的产生有几种情况。
如果水在很大的热水储存箱或是水管中停留过长时间，这种病菌就更容易出现，而流动的水则不容易造成这些病菌的生成。所以水管和水箱的材料必须符合一定的标准，这样不会有利于病菌生成的养分进入水中。如果水没有循环，在水的出口必须保证至少60°C。

### 杀菌
杀菌有以下几种方法：

#### 温度杀菌
水加热至少到70°C並維持三分鐘。

#### 化学杀菌
大多用氯、二氧化氯、氯化钠、次氯酸水、次氯酸钙溶剂杀菌，在使用化学品之前必须先清洗水管。

#### 紫外线杀菌
照射紫外线短波，波长254纳米可以使病菌无法活跃，但可能存在于变形虫里。为更有力的除菌可以再附加使用超声波。

#### 薄膜技术
现在越来越多的使用薄膜来去除微生物。一般可以利用薄膜的微孔让直径小于0.2微米(micro meter)的颗粒包括细菌，甚至部分病毒过滤掉。

#### 臭氧杀菌
在循环水的冷却塔中 投放溶解的臭氧水 可以有效代替化学药剂。优点是不改变酸碱 也不会造成管道腐蚀。

## 症狀
嚴重症狀患者會發高燒、發冷、乾咳或有痰。部份患者會有肌肉痛、厭食、倦怠、頭痛、腹痛及腹瀉等症狀。有可能引致肺炎。輕微症狀的患者會有發燒和肌肉痛，不會有肺炎，通常在2至5日內不藥而癒。嚴重症狀患者潛伏期約2至10日，輕微症狀患者則更短，只有幾小時至2日。

## 治疗
病患者必须接受抗生素治疗，否则可能有生命危险。长期以来红霉素（Erythromycin）一直作为首选，比如每天3次，每次一克。罗红霉素，喹诺酮，阿奇霉素等也有功效。另外多西环素和利福平等也有一定作用，但不是首选。

## 外部連結
- 微生物免疫學-Legionella spp（退伍軍人桿菌屬） （页面存档备份，存于）
- 吸煙人士患退伍軍人症機會高